# Articulación sinovial
En la clasificación de las articulaciones por su estructura, una articulación sinovial también es conocida como diartrosis y une huesos o cartílagos con una cápsula articular fibrosa, que es continua con el periostio de los huesos unidos. Constituye el límite exterior de una cavidad sinovial y rodea las superficies articulares de los huesos. Esta articulación une los huesos largos y permite el libre movimiento de los huesos y una mayor movilidad. La cavidad sinovial/articular está llena de líquido sinovial. La cápsula articular está formada por una capa externa, la cápsula articular, que mantiene los huesos unidos estructuralmente, y una capa interna, la membrana sinovial, que sella el líquido sinovial.
Son el tipo de articulación más común y más móvil en el cuerpo de un mamífero. Como la mayoría de las demás articulaciones, las sinoviales consiguen el movimiento en el punto de contacto de los huesos articulados. 

## Estructura
Las articulaciones sinoviales contienen las siguientes estructuras:
- Cavidad sinovial: todas las diartrosis tienen el espacio característico entre los huesos que está lleno de líquido sinovial.
- Cápsula articular: la cápsula fibrosa, continua con el periostio de los huesos articulados, rodea la diartrosis y une los huesos articulados; la cápsula articular consta de dos capas: (1) la membrana externa de fibrosa que puede contener ligamentos y (2) la membrana interna de membrana sinovial que segrega el líquido sinovial lubricante, amortiguador y nutritivo de la articulación; la cápsula articular está muy inervada, pero carece de vasos sanguíneos y linfáticos, y recibe la nutrición del suministro de sangre circundante por difusión (un proceso lento) o por convección, un proceso mucho más eficaz que se consigue con el ejercicio.
- Cartílago articular: los huesos de una articulación sinovial están cubiertos por esta capa de cartílago hialino que recubre las epífisis de los extremos articulares de los huesos con una superficie lisa y resbaladiza que no los une; el cartílago articular funciona para absorber los golpes y reducir la fricción durante el movimiento.

Muchas articulaciones sinoviales, aunque no todas, contienen también estructuras adicionales:
- Disco articulares o meniscos; las almohadillas de fibrocartílago entre las superficies opuestas de una articulación.
- Almohadillas de grasa articulares: almohadillas de tejido adiposo que protegen el cartílago articular, como se observa en la almohadilla de grasa infrapatelar de la rodilla.
- Tendones:  - cordones de tejido conectivo regular denso compuestos por haces paralelos de fibras de colágeno[1]
- Ligamentos accesorios (extracapsulares e intracapsulares) - las fibras de algunas membranas fibrosas están dispuestas en haces paralelos de tejido conectivo regular denso que están muy adaptados para resistir tensiones que impidan movimientos extremos que puedan dañar la articulación.
- Bolsas - estructuras en forma de saco que se sitúan estratégicamente para aliviar la fricción en algunas articulaciones (hombro y rodilla) que están llenas de líquido que es similar al líquido sinovial.[3]

El hueso que rodea la articulación en el lado proximal se llama a veces pilón, especialmente en el tobillo. Un daño en éste se produce en una fractura de Gosselin.

### Suministro sanguíneo
El suministro de sangre de una articulación sinovial procede de las arterias que comparten la anastomosis alrededor de la articulación.

### Tipos
Existen siete tipos de articulaciones sinoviales. Algunas son relativamente inmóviles, pero son más estables. Otras tienen múltiples grados de libertad, pero a costa de un mayor riesgo de lesión. En orden ascendente de movilidad, son:
| Nombre                                                 | Ejemplo | Descripción |
| ------------------------------------------------------ | --- | --- |
| Articulación plana (o articulación deslizante)         | Carpos de la muñeca, articulación acromioclavicular | Estas articulaciones sólo permiten movimientos de deslizamiento o de desplazamiento, son multiaxiales como la articulación entre vértebras. |
| Articulación de bisagra                                | Articulación del codo (entre el húmero y el cúbito) | Actúan como lo hace una bisagra, permitiendo la flexión y extensión en un solo plano |
| Articulación pivotante                                 | Articulación atlanto-axial, articulación radiocubital proximal y articulación radiocubital distal                                                           | Un hueso gira sobre otro |
| Articulación condiloide (o articulación elipsoidal)    | Articulación de la muñeca (articulación radiocarpiana) | Una articulación condiloide es una articulación esférica modificada que permite el movimiento primario en dos ejes perpendiculares, pudiendo producirse un movimiento pasivo o secundario en un tercer eje. Algunas clasificaciones distinguen entre articulaciones condiloides y elipsoides; estas articulaciones permiten movimientos de flexión, extensión, abducción y aducción (circunducción). |
| Articulación de silla de montar                        | Articulación carpometacarpiana o articulación trapeciometacarpiana del pulgar (entre el metacarpiano y el carpo - trapecio), articulación esternoclavicular | Articulaciones de silla de montar, en las que las dos superficies tienen forma recíproca cóncava/convexa, que se asemejan a una silla de montar, permiten los mismos movimientos que las articulaciones condiloides pero permiten un mayor movimiento. |
| Rótulas "articulación universal"                       | Hombro (glenohumeral) y cadera. | Estas permiten todos los movimientos excepto el deslizamiento |
| Articulaciones compuestas / articulaciones bicondíleas | Articulación de la rodilla | Articulación condilar (los cóndilos del fémur se unen con los cóndilos de la tibia) y articulación en silla de montar (el extremo inferior del fémur se une con la rótula) |

## Función
Los movimientos posibles con las articulaciones sinoviales son:
- abducción: movimiento de alejamiento de la línea media del cuerpo
- aducción: movimiento hacia la línea media del cuerpo
- extensión: enderezamiento de las extremidades en una articulación
- flexión: flexión de las extremidades en una articulación
- rotación: movimiento circular alrededor de un punto fijo

## Significado clínico
El espacio articular equivale a la distancia entre los huesos implicados de la articulación. Un estrechamiento del espacio articular es un signo de artrosis o de degeneración inflamatoria. El espacio articular normal es de al menos 2 mm en la cadera (en el acetábulo superior), al menos 3 mm en la rodilla, y 4-5 mm en la articulación del hombro. Para la articulación temporomandibular, se considera normal un espacio articular de entre 1,5 y 4 mm. El estrechamiento del espacio articular es, por tanto, un componente de varias clasificaciones radiográficas de la artrosis.
En la artritis reumatoide, las manifestaciones clínicas son principalmente la inflamación sinovial y el daño articular. Los sinoviocitos similares a los fibroblastos, células mesenquimales altamente especializadas que se encuentran en la membrana sinovial, tienen un papel activo y destacado en los procesos patógenos de las articulaciones reumáticas. Las terapias que se dirigen a estas células están surgiendo como herramientas terapéuticas prometedoras, lo que hace esperar futuras aplicaciones en la artritis reumatoide.